# Ghost Whisperer (televisieserie)
Ghost Whisperer is een Amerikaanse televisieserie met in de hoofdrol Jennifer Love Hewitt. De serie werd bedacht door John Gray en geproduceerd door Sander/Moses Productions, in samenwerking met ABC Studios en CBS Television Studios.
De serie telt vijf seizoenen die van 2005 tot 2010 werden uitgezonden. In Amerika was de serie te zien op CBS. In Nederland was ze te zien op Net5 (eerst op SBS6), en in Vlaanderen was dat op VTM en Vitaya.

## Verhaal
Melinda Gordon is een jonge, getrouwde vrouw die al sinds haar kindertijd de gave heeft om met aardgebonden geesten te communiceren. Deze geesten zijn overleden mensen die om uiteenlopende redenen op Aarde zijn gebleven, in plaats van naar het hiernamaals (in de serie "Het Licht" genoemd) te gaan. Ze kunnen door de meeste mensen niet waargenomen worden. Melinda is een van hun weinige connecties met de wereld om hen heen. Het is haar taak deze geesten te helpen om het probleem dat hen op aarde houdt op te lossen, zodat ze alsnog naar "Het Licht" kunnen gaan.
Melinda woont in het fictieve stadje Grandview, en heeft haar gave geërfd van haar grootmoeder. Ze heeft een eigen antiekwinkel en is getrouwd met een man genaamd Jim Clancy. Hij weet af van haar gave. Er zijn ook nog enkele andere mensen die van Melinda’s gave op de hoogte zijn.
De meeste afleveringen volgen een eigen verhaal, maar er zijn ook langere verhaallijnen die meerdere afleveringen beslaan. In het eerste seizoen komt Melinda bijvoorbeeld in contact met de geest van een sekteleider, die in 1939 zijn volgelingen aanzette tot massale zelfmoord en nu als geest mensen probeert te verleiden voorgoed op aarde te blijven. Hij en Melinda zijn daardoor geduchte concurrenten.
In seizoen twee ontdekt Melinda dat ze een halfbroer heeft, die net als zij met geesten kan praten, maar voor de duistere zijde heeft gekozen en geesten juist tegen "Het Licht" wil keren. Deze verhaallijn gaat verder in het derde seizoen, waarin Melinda meer over haar familieverleden wil weten.
In het vierde seizoen ontmoet Melinda, Eli James, een man die na een bijna-dood-ervaring de gave krijgt om geesten te horen, maar niet te zien. Jim komt in dit seizoen om bij een schietpartij, maar in plaats van naar "Het Licht" te gaan, neemt hij bezit van het lichaam van een pas overleden andere man zodat hij weer bij Melinda kan zijn.
Het vijfde seizoen speelt vijf jaar na het vierde seizoen af. Melinda en Jim hebben in dit seizoen een zoon, Aiden, die dezelfde gave heeft als zijn moeder. Hij kan daarnaast ook andere bovennatuurlijke wezens zien, zoals de goede Shinies en de kwaadaardige Shadows.

## Rolverdeling
| Acteur               | Personage            | Opmerkingen |
| -------------------- | -------------------- | ----------- |
| Jennifer Love Hewitt | Melinda Gordon       | 2005-2010   |
| David Conrad         | Jim Clancy           | 2005-2010   |
| Aisha Tyler          | Andrea Marino        | 2005-2006   |
| Jay Mohr             | Professor Rick Payne | 2006-2008   |
| Camryn Manheim       | Delia Banks          | 2006-2010   |
| Tyler Patrick Jones  | Ned Banks            | 2006-2007   |
| Christoph Sanders    | Ned Banks            | 2008-2010   |
| Jamie Kennedy        | Eli James            | 2008-2010   |
| Connor Gibbs         | Aiden Lucas          | 2009-2010   |

## Afleveringen
Nederland: De eerste twee seizoenen van de serie waren te bekijken op donderdagavond op SBS6, het derde, vierde en vijfde seizoen op zondagavond op Net5.

 Vlaanderen: De volledige serie was ook te bekijken op VTM en werd herhaald van maandag tot donderdag op Vitaya.

## Productie

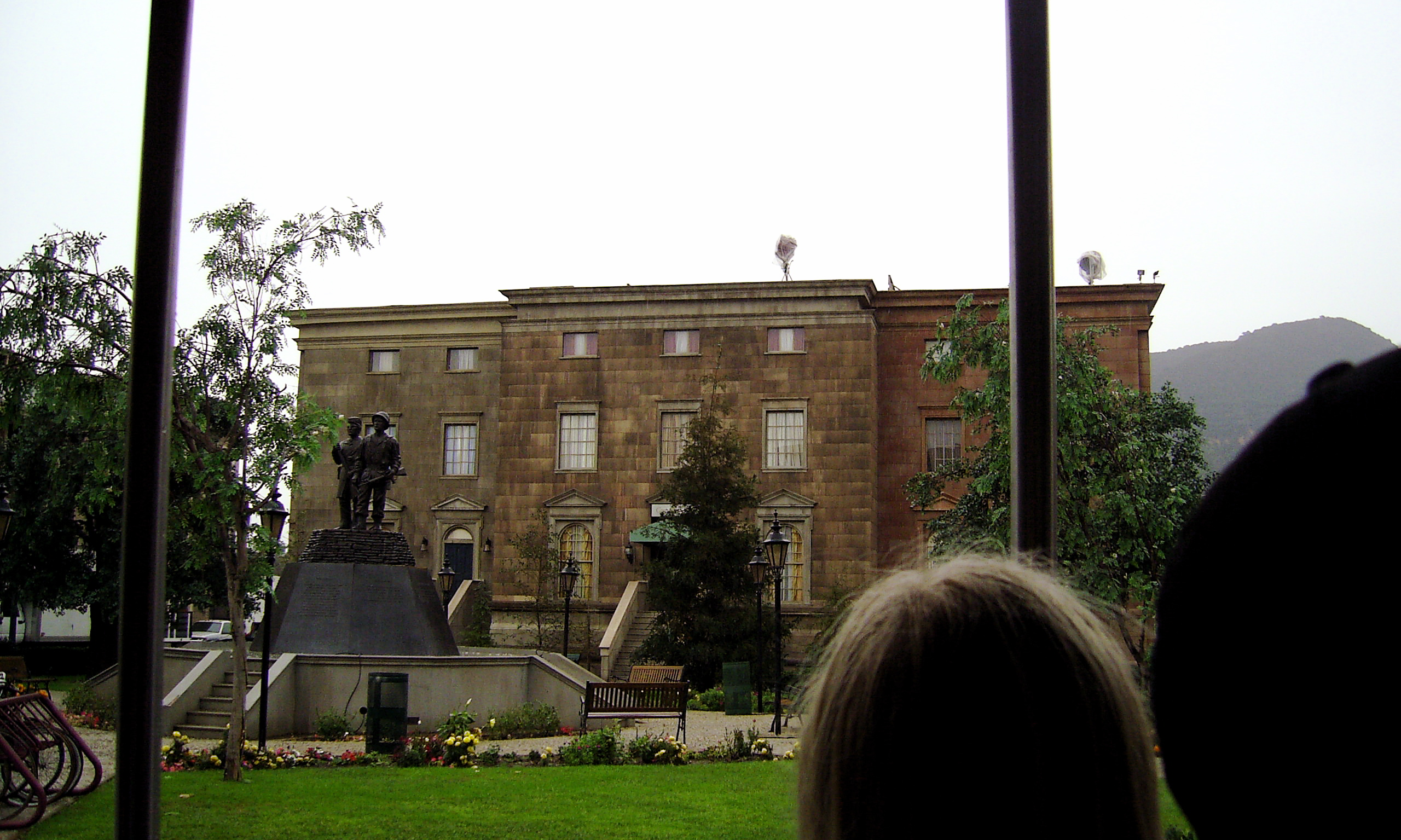
Het plein uit de serie dat ook bekend is van de film Back to the Future.

Ghost Whisperer is gebaseerd op het werk van James Van Praagh, een uitvoerend producent van de serie die volgens eigen zeggen met geesten kan praten. De productie van de serie is in handen van Sander/Moses Productions.
Op de volgende plaatsen werd Ghost Whisperer opgenomen:
- Hollywood, Los Angeles, Californië, Verenigde Staten
- Orange Circle - Chapman Avenue & Glassell Street, Orange County, Californië, Verenigde Staten
- Pasadena, Californië, Verenigde Staten

Het plein dat te zien is in de serie is ook gebruikt voor de film Back to the Future. Het hele plein staat op een groot studioterrein van Universal Studios. Van alle gebouwen op het plein zijn alleen de voorgevels aanwezig, achter alle gebouwen staat helemaal niets. Het plein moet het centrum voorstellen van het fictieve stadje Grandview, de woonplaats van Jim en Melinda. Door de brand op het terrein zijn echter grote decorstukken die ook in Ghost Whisperer gebruikt werden, verwoest waardoor de opnames van de serie tijdelijk zijn verhuisd naar de nabijgelegen WB Studios. Op 18 juni was het plein in de Universal Studios weer helemaal opgebouwd en is het feestelijk heropend.
De geluidseffecten van de serie werden verzorgd door Smart Post Sound. Visuele effecten voor de pilotaflevering en seizoen 1 werden verzorgd door Flash Film Works. De rest van de serie nam Eden FX op zich.

## Uitzendingen
De eerste uitzending in de Verenigde Staten was op 23 september 2005, in Nederland op 19 januari 2006 en in Vlaanderen op 13 november 2007. CBS, de Amerikaanse zender die Ghost Whisperer daar uitzendt, is in Nederland en Vlaanderen ook bekend van andere series zoals Cold Case, CSI: Crime Scene Investigation, CSI: Miami en CSI: NY.
In mei 2010 werd de serie stopgezet, volgens CBS vanwege oplopende productiekosten en teruglopende kijkcijfers. ABC toonde interesse om de serie over te kopen en in het najaar van 2010 een zesde seizoen te produceren, maar dit plan werd later afgeblazen.

## Dvd's
Seizoen 1 van Ghost Whisperer op dvd met 6 discs
- Bonusmateriaal:
  - De helderzienden van Ghost Whisperer
  - Rondleiding door Grandview
  - Ghost Whisperer mythologie
  - Angstaanjagend - verwijderde scènes
  - Gesproken toelichting (enkele afleveringen)
  - Bloopers

Seizoen 2 van Ghost Whisperer op dvd met 6 discs
- Bonusmateriaal:
  - In gesprek met de levenden
  - Visie op geesten
  - Kerkhof van Grandview
  - Melinda's garderobe
  - Achter de schermen met Mark Hapka
  - Jeniffer Love Hewitt - Video speed painting
  - Gesproken toelichting (enkele afleveringen)

Seizoen 3 van Ghost Whisperer op dvd met 5 discs
- Bonusmateriaal:
  - Korte animatie
  - Welkom in de onderwereld
  - Aan de gene zijde II (webserie)
  - Zo komen de geesten tot leven
  - De wereld van Payne
  - Melinda's ontwikkeling
  - Huis met de geesten (interactief)
  - Gesproken toelichting (enkele afleveringen)

Seizoen 4 van Ghost Whisperer op dvd met 6 discs
- Bonusmateriaal:
  - Liefde voor altijd
  - Het experiment Jamie Kennedy
  - Muziek voor de geestenwereld
  - Aan de gene zijde III (webserie)
  - Bloopers

Seizoen 5 van Ghost Whisperer op dvd met 6 discs
- Bonusmateriaal:
  - Een seizoen vol veranderingen
  - Een Alleskamer
  - Aan de gene zijde IV (webserie)

## Prijzen en nominaties
| Jaar | Prijs                                              | Categorie                                                                              | Resultaat   | Voor |
| ---- | -------------------------------------------------- | -------------------------------------------------------------------------------------- | ----------- | --- |
| 2006 | Academy of Science Fiction, Fantasy & Horror Films | Best Actress on Television                                                             | Gewonnen    | Jennifer Love Hewitt                                                                                     |
| 2006 | Emmy Award                                         | Outstanding Main Title Design                                                          | Genomineerd | Introfilmpje                                                                                             |
| 2006 | Kids' Choice Awards                                | Favorite Television Actress                                                            | Genomineerd | Jennifer Love Hewitt                                                                                     |
| 2006 | Teen Choice Awards                                 | TV-Choice Breakout Show                                                                | Genomineerd | |
| 2006 | Young Artist Award                                 | Best Performance in a Television Series (Comedy or Drama) - Guest Starring Young Actor | Gewonnen    | Joseph Castanon                                                                                          |
| 2007 | Academy of Science Fiction, Fantasy & Horror Films | Best Actress in a Television Program                                                   | Gewonnen    | Jennifer Love Hewitt                                                                                     |
| 2007 | Emmy Award                                         | Outstanding Music Composition for a Series (Original Dramatic Score)                   | Genomineerd | Aflevering 23: Love Never Dies                                                                           |
| 2007 | Teen Choice Award                                  | Choice TV Actress: Drama                                                               | Genomineerd | Jennifer Love Hewitt                                                                                     |
| 2007 | Young Artist Awards                                | Best Performance in a TV Series - Guest Starring Young Actress                         | Genomineerd | Jenna Boyd                                                                                               |
| 2008 | Academy of Science Fiction, Fantasy & Horror Films | Best Actress on Television                                                             | Gewonnen    | Jennifer Love Hewitt                                                                                     |
| 2008 | TV Land Award                                      | Favorite Character from the "Other Side"                                               | Genomineerd | Jennifer Love Hewitt                                                                                     |
| 2008 | Young Artist Awards                                | Best Performance in a TV Series - Guest Starring Young Actress                         | Genomineerd | Isabelle Fuhrman                                                                                         |
| 2009 | GLAAD Media Awards                                 | Outstanding Individual Episode (in a series without a regular LGBT character)          | Genomineerd | Aflevering 55: Slam                                                                                      |
| 2009 | Emmy Awards                                        | Outstanding Special Visual Effects For A Series                                        | Genomineerd | Aflevering 65: Ghost In The Machine                                                                      |
| 2009 | Emmy Awards                                        | Outstanding Music Composition For A Series (original Dramatic Score)                   | Genomineerd | Aflevering 80: Leap Of Faith                                                                             |
| 2009 | Academy of Science Fiction, Fantasy & Horror Films | Best Actress on Television                                                             | Genomineerd | Jennifer Love Hewitt                                                                                     |
| 2009 | Visual Effects Society Award                       | Outstanding Visual Effects in a Broadcast Series                                       | Genomineerd | Aflevering 65: Ghost In The Machine - Armen Kevorkian, Arthur J. Codron, Matt Scharf en Stefan Bredereck |
| 2009 | Visual Effects Society Award                       | Outstanding Models and Miniatures in a Broadcast Program or Commercial                 | Genomineerd | Aflevering 66: Save Our Souls - Claridon Ship Shots, Eric Hance                                          |
| 2010 | Saturn Award                                       | Beste televisieserie                                                                   | Genomineerd | |
| 2010 | Saturn Award                                       | Best Actress on Television                                                             | Genomineerd | Jennifer Love Hewitt                                                                                     |
| 2010 | Young Artist Awards                                | Best Performance in a TV Series - Recurring Young Actress                              | Genomineerd | Madison Leisle                                                                                           |
| 2010 | Young Artist Awards                                | Guest Starring Young Actor 14 and Over                                                 | Genomineerd | Hunter Gomez                                                                                             |
| 2011 | Young Artist Awards                                | Guest Starring Young Actress Ten and Under                                             | Genomineerd | Joey King                                                                                                |
| 2011 | Young Artist Awards                                | Guest Starring Young Actor 14-17                                                       | Genomineerd | Billy Unger                                                                                              |
| 2011 | Young Artist Awards                                | Guest Starring Young Actor 14-17                                                       | Genomineerd | Joey Luthman                                                                                             |
| 2011 | Young Artist Awards                                | Guest Starring Young Actress Ten and Under                                             | Gewonnen    | Samantha Bailey                                                                                          |
| 2011 | Young Artist Awards                                | Reoccurring Young Actor Ten and Under                                                  | Gewonnen    | Connor Gibbs                                                                                             |